# Murad Ferid
Murad Ferid (* 11. April 1908 in Saloniki, Osmanisches Reich; † 11. Oktober 1998 in München) war ein deutscher Rechtswissenschaftler und ordentlicher Professor an der Universität München. Seine Schwerpunkte lagen im bürgerlichen Recht, im internationalen Privatrecht, im ausländischen Recht sowie in der Rechtsvergleichung und im Völkerrecht.

## Leben
Ferid wurde 1908 im damals türkischen Saloniki geboren. Sein Großvater war Arzt, sein 1910 in München früh verstorbener Vater albanischer Offizier in der Türkei. Ferid erlangte 1927 die allgemeine Hochschulreife am Wilhelmsgymnasium München und nahm anschließend ein Studium der Rechtswissenschaft an der Ludwig-Maximilians-Universität München auf, wo er bereits in seiner Studienzeit am Institut für Rechtsvergleichung tätig war. Seit Beginn des Studiums 1927 gehörte er der schwarzen Verbindung Babenbergia (seit 1933 Münchener Burschenschaft Babenbergia in der DB) an. 1932 promovierte er ebenfalls in München mit der Schrift Das Verhältnis des Anspruchs aus unerlaubter Handlung zum Anspruch aus Vertragsverletzung im französischen und im englischen Recht und legte 1934 das zweite Staatsexamen ab. Ferid wurde zunächst Staatsanwalt, bevor er am 26. August 1939 als Soldat eingezogen wurde. Im Zweiten Weltkrieg, am 20. September 1939, wurde er der Artillerieabteilung 752 zugeteilt.
Er bewarb sich als Dolmetscher und Übersetzer und führte Vorstellungsgespräche mit Oberstleutnant Marwede, Major Arnold, Major Partl, Oberst von Lahousen und Hauptmann Abshagen. Im Januar 1942 wurde er zur Abwehr (Geheimdienst) versetzt. Während seiner Arbeit kam Ferid mit Assistenten des Mufti von Jerusalem, Mohammed Amin al-Husseini, in Kontakt, beispielsweise mit Safuad el Husseini und Jandall. Ab Juli 1942 wurde Ferid zur Abwehrstelle nach Athen versetzt. Von Sommer 1943 bis Oktober 1944 war Ferid beim Frontaufklärungskommando FAK 201 in Belgrad stationiert.
Nach Ende des Krieges habilitierte er sich auf Erwin Riezlers Rat hin 1949 in München mit der Schrift Der Neubürger im internationalen Privatrecht. 1953 wurde er zunächst Extra-Ordinarius, 1956 schließlich ordentlicher Professor in München. Dort blieb er bis zu seiner Emeritierung 1974.

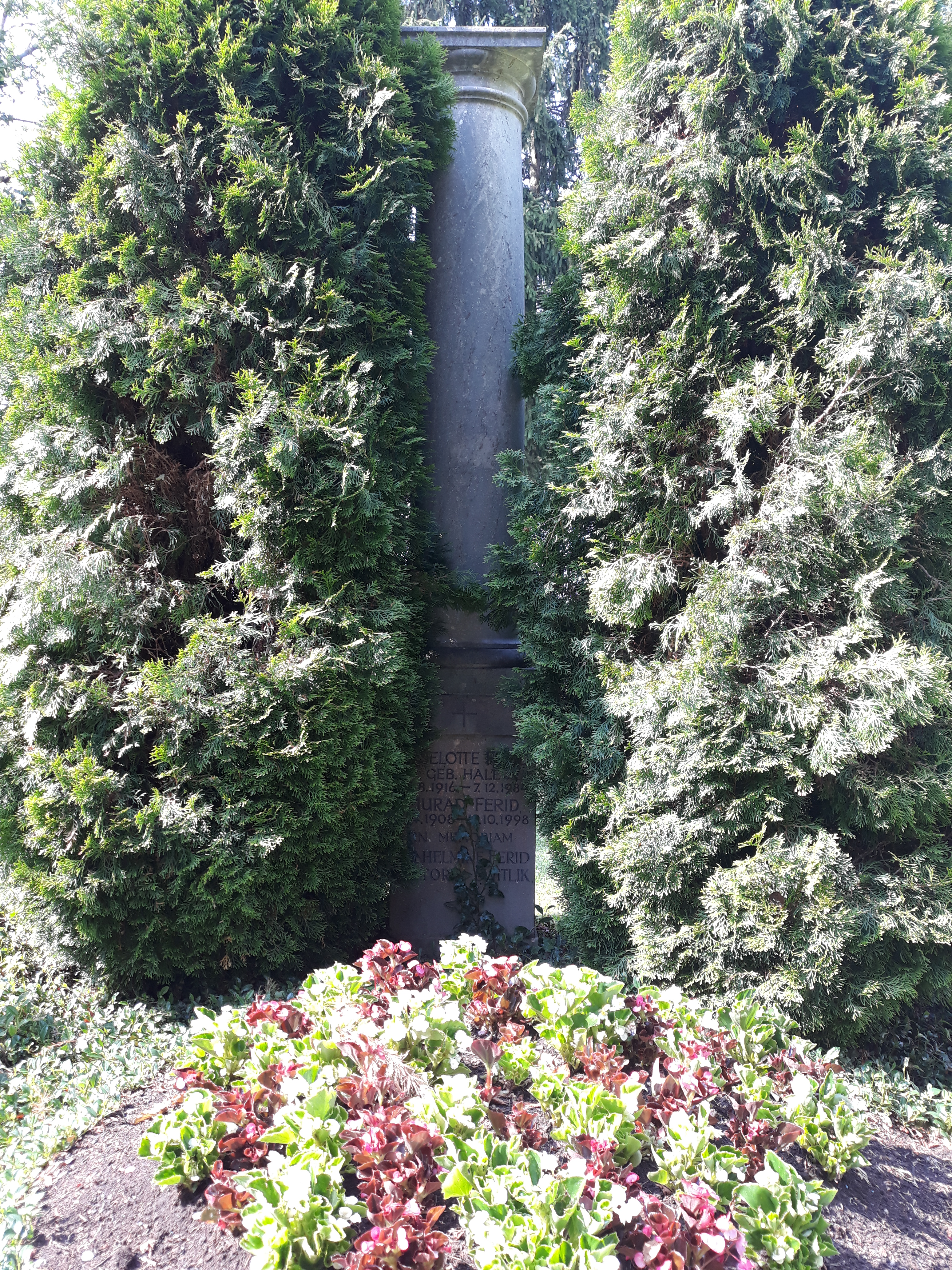
Grab Murad Ferid und Ehefrau Lieselotte, Friedhof Obermenzing, München

## Veröffentlichungen
- Das Verhältnis des Anspruchs aus unerlaubter Handlung zum Anspruch aus Vertragsverletzung im französischen und im englischen Recht (Dissertation 1932)
- Der Neubürger im internationalen Privatrecht (Habilitationsschrift 1949)
- Internationales Erbrecht (1955)
- Gutachten zum Internationalen und Ausländischen Privatrecht (1965 ff. gemeinsam mit Gerhard Kegel und Konrad Zweigert)
- Internationales Erbrecht (Loseblattsammlung, 3. Aufl. 1990, gemeinsam mit Karl Firsching)
- Internationales Ehe- und Kindschaftsrecht
- Internationales Privatrecht 1975 (3. Aufl. fortgeführt von Christof Böhmer)
- Das französische Zivilrecht (1986, 2 Bände, gemeinsam mit Hans Jürgen Sonnenberger)

## Ehrungen
- 1973: Großes Verdienstkreuz der Bundesrepublik Deutschland[7]
- Dr. h. c. Universität Bordeaux
- Mitglied der österreichischen Akademie der Wissenschaften
- Festschrift 1978: Konflikt und Ordnung (Schriftenverzeichnis 737–743)
- Festschrift 1988 (herausgegeben von Andreas Heldrich und Hans Jürgen Sonnenberger)